# Morris (Illinois)
Morris je grad u američkoj saveznoj državi Ilinois. Prema popisu stanovništva iz 2010. u njemu je živjelo 13.636 stanovnika.